# Jan van Roessel
Johannes Cornelis Christianus van Roessel, detto Jan, (Tilburg, 7 aprile 1925 – Tilburg, 3 giugno 2011), è stato un calciatore olandese, di ruolo attaccante.

## Biografia
Nel 1956 si è sposato con Louisa van Laarhoven, dalla quale ha avuto una figlia, morta di leucemia nel 1988. Durante la vecchiaia è stato malato di morbo di Alzheimer, ed è deceduto il 3 giugno 2011 all'età di 86 anni.

## Carriera

### Club
Dal 1951 al 1957 ha giocato nel Willem II, squadra della sua città, con cui ha segnato 152 gol in 168 partite, vincendo anche due campionati (nel 1952 e nel 1955).

### Nazionale
Ha giocato 5 partite con la nazionale di calcio dei Paesi Bassi, nelle quali ha segnato 4 reti; le sue prime reti sono state segnate il 16 giugno 1949 in una partita amichevole vinta per 4-1 a Helsinki contro la Finlandia. Ha preso parte anche alle Olimpiadi di Helsinki 1952.

## Palmarès

### Club

#### Competizioni nazionali
- Campionato olandese: 2

Willem II: 1951-1952, 1954-1955